# يوسف خان (لاعب كرة قدم)
يوسف خان (بالإنجليزية: Yousuf Khan) هو لاعب كرة قدم هندي في مركز الوسط، ولد في 5 أغسطس 1937 في رئاسات ومقاطعات الراج البريطاني، وتوفي في 1 يوليو 2006 في حيدر آباد في الهند بسبب نوبة قلبية. شارك في نوبة قلبية. وشارك مع منتخب الهند لكرة القدم. أما مع النوادي، فقد لعب مع Hyderabad City Police FC ‏.

## وصلات خارجية
- يوسف خان (لاعب كرة قدم) على موقع الاتحاد الدولي (مؤرشف)  (الإنجليزية)
- يوسف خان (لاعب كرة قدم) على موقع أوليمبيديا (الإنجليزية)